# Igor Voronchikhin
Igor Voronchikhin (né le 14 avril 1938 - mort le 10 mars 2009) est un ancien fondeur soviétique.

## Palmarès

### Jeux olympiques
| Épreuve / Édition | Innsbruck 1964 | Grenoble 1968 |
| 15km              | 7e             |               |
| 30km              | Bronze         |               |
| 50km              | 11e            | 31e           |
| 4x10km            | Bronze         |               |